# Machairodontinae
Machairodontinae sunt felinele cu colți-pumnal ca smilodonul și dinofelis.
Dinofelis e strămoșul smilodonului. Putea atinge dimensiunile  unui leopard, două caracteristici îl diferențiau însă de acesta:
1) Avea doi colți pumnal.
2) Avea o coadă scurtă.
Smilodonul, o altă felină cu colți-pumnal, a fost spaima animalelor din America de Nord timp de un milion de ani.